# Open GDF SUEZ de Cagnes-sur-Mer Alpes-Maritimes 2012
L'Open GDF SUEZ de Cagnes-sur-Mer Alpes-Maritimes 2012 è stato un torneo professionistico di tennis femminile giocato sul cemento. È stata la 12ª edizione del torneo, che fa parte dell'ITF Women's Circuit nell'ambito dell'ITF Women's Circuit 2012. Si è giocato a Cagnes-sur-Mer in Francia dal 7 al 13 maggio 2012.

## Partecipanti

### Teste di serie
| Nazionalità | Giocatrice             | Ranking* | Testa di serie |
| ----------- | ---------------------- | -------- | -------------- |
| Regno Unito | Elena Baltacha         | 63       | 1              |
| Ungheria    | Tímea Babos            | 64       | 2              |
| Romania     | Alexandra Cadanțu      | 74       | 3              |
| Regno Unito | Anne Keothavong        | 75       | 4              |
| Russia      | Aleksandra Panova      | 76       | 5              |
| Giappone    | Ayumi Morita           | 77       | 6              |
| Giappone    | Kimiko Date-Krumm      | 79       | 7              |
| Francia     | Stéphanie Foretz Gacon | 82       | 8              |

- Ranking al 30 aprile 2012.

### Altre partecipanti
Giocatrici che hanno ricevuto una wild card:
- Caroline Garcia
- Victoria Larrière
- Kristina Mladenovic
- Aravane Rezaï

Giocatrici che sono passate dalle qualificazioni:
- Vesna Dolonc
- Julija Putinceva
- Petra Rampre
- Laura Robson

Giocatrici che hanno ricevuto un entry come Junior Exempt:
- Irina Chromačëva

## Campionesse

### Singolare
- Julija Putinceva ha battuto in finale  Patricia Mayr-Achleitner con il punteggio di 6–2, 6–1

### Doppio
- Aleksandra Panova /  Urszula Radwańska hanno battuto in finale  Katalin Marosi /  Renata Voráčová con il punteggio di 7–5, 4–6, [10–6]